# Nørre Nebel
Nørre Nebel – miasto w Danii, w regionie Dania Południowa, w gminie Varde z liczbą mieszkańcow 1309 (1 stycznia 2024).